# Ruischendegat
Ruischendegat of Ruischende Gat is een buurtschap in de Nederlandse provincie Zeeland. De buurtschap ligt in Zeeuws-Vlaanderen, in de gemeente Hulst. Eerder maakte Ruischendegat deel uit van de voormalige gemeenten Boschkapelle, Vogelwaarde en Hontenisse. De buurtschap ligt buiten het dorp Vogelwaarde rond de driesprong Bossestraat / Drie Gezustersdijk / Campensedijk en omvat ongeveer 20 huizen. Ruischendegat ligt in de Stoppeldijkpolder. De naam van de buurtschap verwijst  naar de tijd dat de Hellegatpolder nog bestond uit het kolkende Hellegat, een voormalige zeearm van de Westerschelde. De buurtschap is een voorstraatdorp.
De postcode van Ruischendegat is 4581, de postcode van Vogelwaarde.

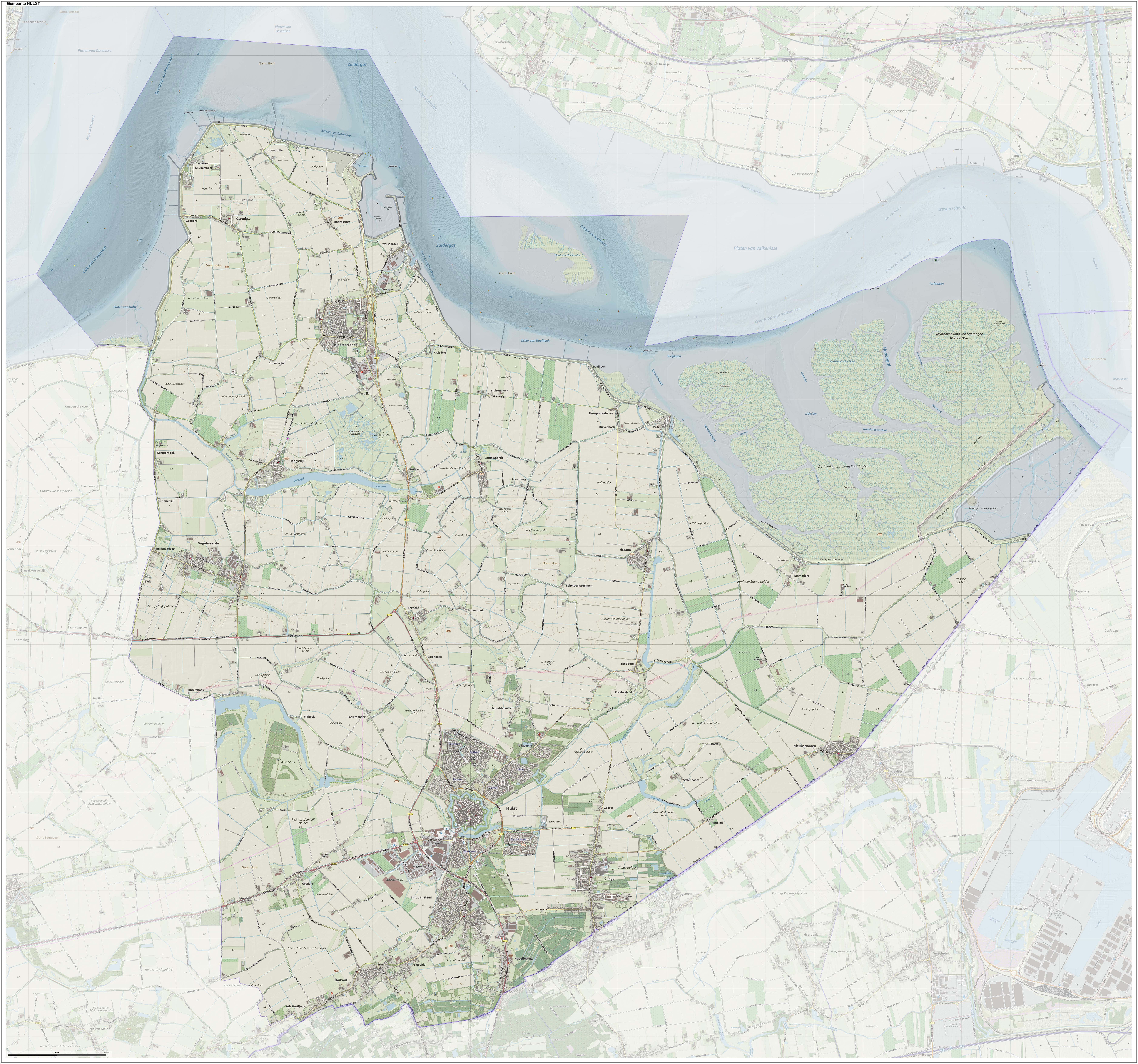
Kaart uit 2015 met Ruischendegat aangegeven.

Stad: Hulst

Dorpen: Clinge · Graauw · Heikant · Hengstdijk · Kapellebrug · Kloosterzande · Kuitaart · Lamswaarde · Nieuw-Namen · Ossenisse · Sint Jansteen · Terhole · Vogelwaarde · Walsoorden

Buurtschappen: Absdale · Baalhoek · Boschkapelle · Catalijnenweg · Delft · Drie Hoefijzers · Duivenhoek · De Eek · Emmadorp · Fluitershoek · Groenendijk · Halfeind · Hoefkesdijk · Hoek en Bosch · 't Hoekje · 't Jagertje · Kalverdijk · Kampen · Kamperhoek · Keizerrijk · De Knapaf/Droogedijk · Knuitershoek · Koelewei · Koningsdijk · De Kraai · Krabbenhoek · Kreverhille · Kruisdorp · Kruispolderhaven · Kruisweg · Het Lammetje · Luntershoek · Margret · Margretschedijk · Molenhoek · Molenhoek · Muggenhoek (deels) · Noordstraat · Het Oliekot · Oostdijk · Ossenhoek · Oude Kaai · Oudemolen · Oude Stoof · Paal · Patrijzendijk · Patrijzenhoek · Pauluspolder · Perkpolder · Prosperdorp · De Rape · Roskam · Roverberg · Ruischendegat · Rustwat · Saswijk · Schapershoek · Scheldevaartshoek · Schuddebeurs · Sluis/Drie Gezusters · Statenboom · Stoppeldijk (Rapenburg) · Stoppeldijkveer (deels) · Strooienstad · Tasdijk · Tivoli · Tragel · Verkorting · Vijfhoek · Vogelfort · Walenhoek · Zandberg · Zeedorp · Zeegat

Historische plaatsen: Boerenmagazijn · Eekenissepolder · Klein Kuitaart · Vitshoek

Zeeland: Steden en dorpen in Zeeland      Nederland: Provincies · Gemeenten